# جيمس أ. بارسونز
جيمس أ. بارسونز (بالإنجليزية: James A. Parsons)‏ هو محامي وقاضي أمريكي، ولد في 1868 في مقاطعة ستوبين في الولايات المتحدة، وتوفي في 1945.